# Edgar Müller
Edgar Müller (Mülheim an der Ruhr, Renania del Norte-Westfalia, 10 de julio de 1968) es un pintor callejero alemán, conocido por sus efectos ilusionistas tridimensionales. Su fama creció gracias a sus vídeos en YouTube. Fue presentado como el "Maestro Madonnaro" en el Festival de Tiza Sarasota.
En la Avenida de Colores, Müller creó una pintura 3-D de 100 'x 40' que es la primera pintura contemporánea de calle conocida, y en el Festival de Tiza Sarasota hizo junto con el artista Vera Bugatti la primera pintura de calle con diseño de metamorfosis en 3-D, lo cual le dio reconocimientos y premios del Libro Guinness de los récords.